# Daeg Faerch
Daeg Faerch né le 27 septembre, 1995  à San Diego  est un acteur et rappeur canadien d'origine américaine. Il est connu pour son interprétation du jeune Michael Myers  dans le remake d' horreur de Rob Zombie Halloween (2007). Faerch a également joué dans des productions théâtrales de Grapes of Wrath dans lequel il a tenu le rôle de Winfield, Marat / Sade dans lequel il a tenu le rôle du jeune Herald, Waiting for Godot jouant le messager et Shakespeare Unabridged. en tant qu'invité musical "rappeur". Il a joué dans des productions de Shakespeare , y compris Coriolanus , dans lequel il a joué le jeune Coriolanus, The Merry Wives of Windsor et Hamlet . Il a également décroché le rôle de Pincegurre dans la pièce française L'Impromptu de Théophile , ainsi qu'un rôle dans la comédie The Nerd , dans laquelle il a joué le personnage Thor Waldgrave.  En plus de l'anglais, Faerch parle français.

## Biographie
Halloween, film de Rob Zombie sorti en 2007, est pour lui la première apparition à l'écran, sa deuxième est dans Hancock. En 2008, il apparaît avec sa mère dans le film Run Bitch Run. À l'âge de huit ans, il a écrit, réalisé puis monté un court métrage de quinze minutes intitulé Duel. Il parle couramment le français. Il a eu un rôle plus important depuis dans le film Sebastian en 2011, avec sa mère et Betsy Rue.

### Autres projets
Faerch a un rôle "comique" en tant que personnage nommé Michel dans le film de 2008 de Peter Berg , Hancock , où il joue un garçon de quartier américain français qui insulte le personnage principal et est jeté dans le ciel par ce dernier qui le rattrape avant qu'il n'atteigne le sol. 
Les autres projets de Faerch incluent le thriller Sebastian dans le rôle-titre, qui présente également sa mère;  la comédie de Noël Wreck the Halls avec Mickey Rooney comme Père Noël ; le court métrage " Suffer the Little Children ", basé sur une histoire de Stephen King avec sa mère.  Faerch apparait également en 2008 dans des épisodes de l'émission de télévision Pushing Daisies , comme un écolier allemand. Il a également récemment tenu le rôle d'un jeune homosexuel nommé Jesse dans le court métrage primé, Mental . Le 14 avril 2012, le film de Faerch Sebastian a été présenté en avant-première au Festival du film et du webisode de l'Independent Film Quarterly (IFQ), sa seule projection, où il a également remporté le prix du meilleur film de science-fiction .
Un grave traumatisme crânien presque mortel et une intervention chirurgicale d'urgence mettent la carrière de Faerch en suspens en 2012. En avril 2013, Faerch et Kimberly J. Brown partagent la vedette dans un thriller de science-fiction intitulé Out There, dirigé par l'écrivain originaire du Colorado  Bonné Bartron. Il devait être tourné dans l'État d'origine de Bartron et devait à l'origine être financé par Kickstarter , mais n'a pas atteint son objectif de 200 000 $.  Bartron a ensuite publié une mise à jour sur Kickstarter, déclarant qu'elle apportait le projet à Indiegogo avec un financement flexible. Selon Bartron, la campagne serait lancée "dans les prochains jours". Cependant, cela n'est jamais arrivé, mais le film a une page sur Film Break. Le statut actuel du film est inconnu en juillet 2020.
En 2014, Daeg Faerch tient le rôle d'un auteur de fusillade dans un lycée dans le fim Ditch Party, qui sort en 2015. Le film rencontre un mauvais accueil critique. D'après Filmthreat.com, son personnage « est une présence invisible pour la plupart des deux premiers actes, très discuté mais rarement rencontré. Cela s'avère être pour le mieux, car quand il rencontre enfin les personnages principaux, sa tendance aux monologues n'est même pas du niveau d'un méchant de Walking Dead de seconde zone. ».  
Il joue ensuite Dylan Jennings dans le téléfilm chrétien sur le football américain et la drogue Lost in Oxyland, Paul le Barman dans le film de boxe chrétien Devotion de Daniel Baldwin, « The Weasel » dans le thriller sur la drogue The Glass Circle, un rôle dans le film d'action Karma d'Edward Furlong, un rôle dans le thriller Amnesia, et le rôle de Devontae dans le drame Peterson Park. Il apparaît également dans le clip de la chanson Fun de Blondie, dans leur album de 2017 Pollinator.

## Acclamation
Faerch a été nommé meilleur personnage mineur du Miami Herald 's Movie Yearbook 2008 pour son rôle dans Hancock . 
HorrorNews.net classe Fearch dans le Top Ten Kids de tous les temps en horreur.  De même, Fear Fragments.com classe son jeune Michael Myers comme la plus grande performance "d'enfant maléfique" n ° 2 dans l'horreur.  411Mania.com classe Michael Myers comme décrit par Faerch et Tyler Mane comme # 5 sur sa liste des 8 meilleurs détenus d'asile.

## Filmographie
- 2004 :  Seafood Heaven
- 2004  :     Jill
- 2004  :   Earl's Your Uncle
- 2005  :   Frank's First Love
- 2005  :  Andrew the Pirate
- 2005  : Life Ride
- 2005  :   Lovin' Scoopful
- 2005  :   Blind Doll
- 2006 :  A Bullet Beyond Redemption
- 2006 :  Pedoefylé
- 2006 :   Angry Ghost
- 2006 :   Waiting Room
- 2006  :  Coming to Town
- 2006 :Interminal
- 2006 :  Front
- 2007 :  Lucky Numbers: A Musical
- 2007 :  Dark Mirror
- 2007 : Halloween de Rob Zombie : Michael Myers enfant
- 2008 : Hancock de Peter Berg
- 2008 : Run Bitch Run
- 2010  :  Mental
- 2011 : Sebastian
- 2015  : Ditch Party
- 2018 : Josie
- 2021 : American Horror Story: Double Feature
- 2022 : Euphoria : Mitch